# توشی‌یوکی اینوئه
توشی‌یوکی اینوئه (انگلیسی: Toshiyuki Inoue؛ زادهٔ ۷ ژوئیهٔ ۱۹۶۱) پویانما، طراح شخصیت اهل ژاپن است. وی از سال ۱۹۸۲ میلادی تاکنون مشغول فعالیت بوده‌است.